# ASB Classic 2011
ASB Classic 2011 — жіночий тенісний турнір played on outdoor hard courts. Це був 26-й турнір ASB Classic. Належав до турнірів WTA International в рамках Туру WTA 2011. Відбувся ASB Tennis Centre in Окленд, Нова Зеландія, з 3 до 8 січня 2011 року. Грета Арн здобула титул в одиночному розряді.

## Singles entrants

### Сіяні пари
| Країна    | Гравчиня             | Рейтинг1 | Сіяна |
| --------- | -------------------- | -------- | ----- |
| Росія     | Марія Шарапова       | 18       | 1     |
| Бельгія   | Яніна Вікмаєр        | 23       | 2     |
| Росія     | Світлана Кузнецова   | 27       | 3     |
| Німеччина | Юлія Гергес          | 40       | 4     |
| Латвія    | Анастасія Севастова  | 45       | 5     |
| Японія    | Кіміко Дате          | 51       | 6     |
| Росія     | Олена Весніна        | 52       | 7     |
| Швеція    | Софія Арвідссон      | 53       | 8     |
| Іспанія   | Карла Суарес Наварро | 57       | 9     |

- Рейтинг станом на 27 грудня 2010.

### Інші учасниці
Нижче наведено учасниць, які отримали вайлдкард на участь в основній сітці:
- Катерина Бондаренко
- Марина Еракович
- Саша Джонс[1]

Нижче наведено гравчинь, які пробились в основну сітку через стадію кваліфікації:
- Ноппаван Летчівакарн
- Сабіне Лісіцкі
- Флоренсія Молінеро
- Гезер Вотсон

The following player received the щасливий лузер spot:
- Альберта Бріанті[2]

Нижче наведено пари, які отримали вайлдкард на участь в основній сітці:
- Ліла Бітті /  Емілі Фаннінг

## Переможниці та фіналістки

### Одиночний розряд
Грета Арн —  Яніна Вікмаєр, 6–3, 6–3
- It was Arn's 1-й титул за рік і 2-й - за кар'єру.

### Парний розряд
Квета Пешке /  Катарина Среботнік —  Софія Арвідссон /  Марина Еракович, 6–3, 6–0